# Protestantische Friedenskirche (Mechtersheim)
Die protestantische Friedenskirche in Mechtersheim (Rheinland-Pfalz) wurde in den Jahren 1877 bis 1879 nach Plänen des aus Speyer stammenden Architekten Heinrich Jester errichtet; der ausführende Baumeister war Michael Muth. Jester schuf, dem Zeitgeschmack des Historismus folgend, eine Kirche im Mischstil zwischen Neugotik und Neuromanik. Nach der Zerstörung 1944 erfolgte der Wiederaufbau eines barockisierenden Saalbaus von 1949 bis 1952. 

## Geschichte

### Vorgeschichte
Bereits in der Zeit der französischen Verwaltung 1804–1814 wurde der Bau einer Simultankirche in Mechtersheim für Reformierte, Lutheraner und Katholiken überlegt, was jedoch durch die Kriegswirren und durch die fehlenden Mittel nicht realisiert wurde.
Ab 1846 bestanden Bestrebungen für eine eigene protestantische Kirche, doch zur Realisierung fehlte weiterhin die finanziellen Mittel. Erst 1864 konnte man von den Erben von Georg Gund ein entsprechendes Grundstück zum Preis von 1734 Gulden erwerben.

### Historistischer Bau
Der Krieg mit Frankreich 1870/71 verzögerte die Planungen erneut. 1876 wurde der Plan der Kirche dem Ministerium zur Genehmigung vorgelegt. Im Herbst des darauffolgenden Jahres konnte mit dem Bau begonnen werden. Unter der Leitung des Speyerer Architekten Heinrich Jester entstand eine Kirche in einem Mischstil zwischen Neugotik und Neuromanik.
Die Glocken für die neue Kirche kamen aus der Gießerei Andreas Hamm in Frankenthal und läuteten in dem Dreiklang as’ – c’’ –es’’. Die Orgel wurde von den Gebrüder Stumm in Rhaunen/Sulzbach gebaut.
Am 24. November 1879 wurde der Bau eingeweiht. Auf dem Bogen über dem Altarraum der Kirche stand der erste Satz aus dem Gebet des Mose in Psalm 90: „Herr, Gott, du bist unsre Zuflucht fuer und fuer.“ Die Gesamtkosten für das Gebäude beliefen sich auf 67.700 Mark.
Die beiden Weltkriege haben neben den menschlichen Opfern auch ihren materiellen Tribut gefordert. Am 13. Juli 1917 wurden durch Orgelbauer Eckhardt in Dürkheim in staatlichem Auftrag die Orgelprospektpfeifen abgenommen. In beiden Kriegen wurden auch die beiden tiefen Glocken der protestantischen Kirche für den Metallbedarf der Rüstung eingeschmolzen.

### Kriegszerstörungen
In der Nacht vom 24. zum 25. April 1944 kam es zu einem massiven Angriff englischer Fliegerbomber auf Mechtersheim. Im Westteil des Dorfes fielen zahlreiche 60 cm lange und 8 cm dicke Phosphorstabbomben vom Himmel. Innerhalb kürzester Zeit brannte es an 58 Stellen im Dorf. In der protestantischen Kirche, vermutlich von Funkenflug getroffen, brannte der ganze Innenraum sowie der Glockenturm; die schließlich zusammenbrechende Turmhaube stürzte ins Kirchenschiff.

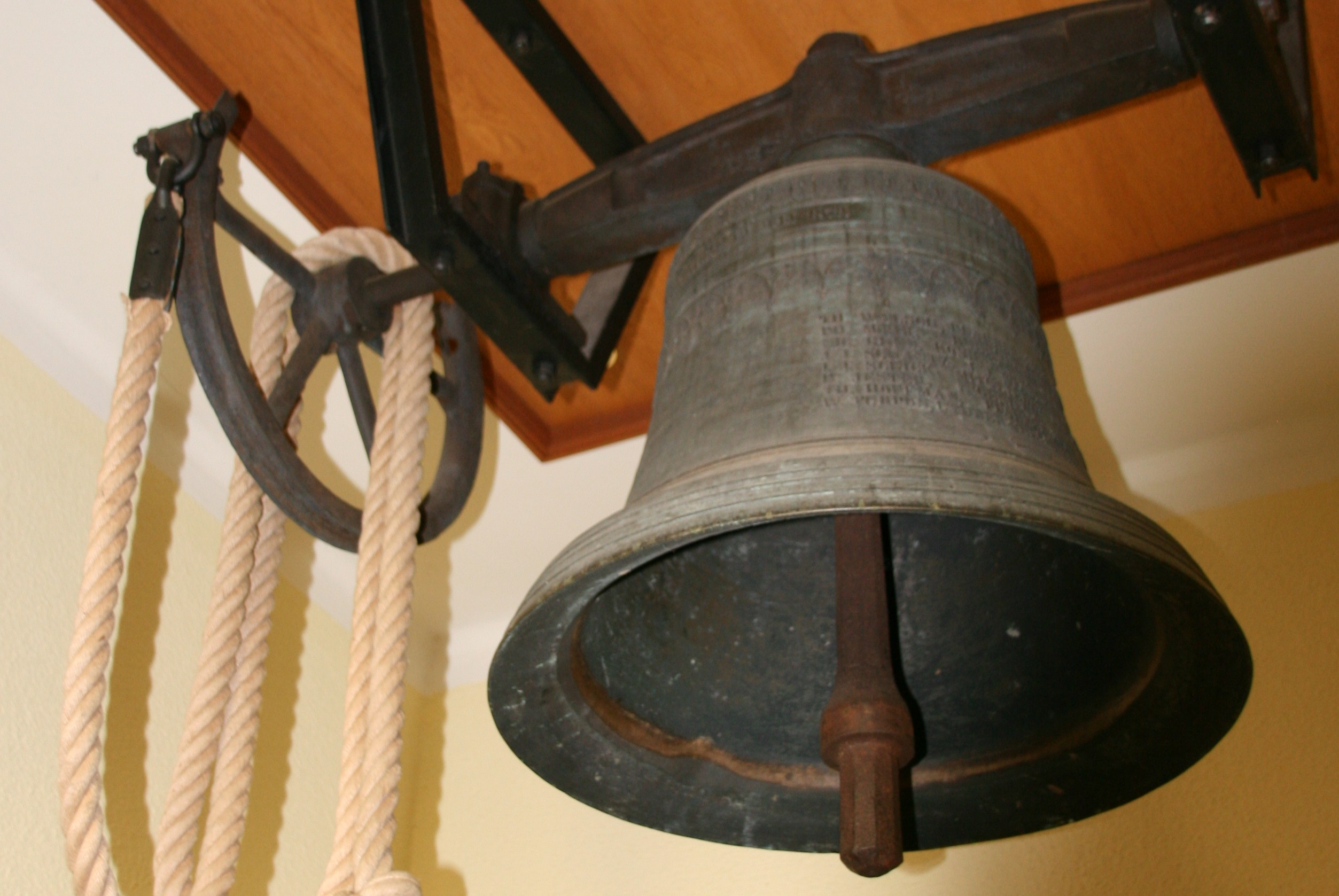
Alte Glocke von 1879

 Eine einzige Glocke war vor der Metallschmelze sowohl im Ersten als auch im Zweiten Weltkrieg verschont worden. Die kleinste der drei Bronzeglocken aus dem Jahr 1879 wurde von Karl Schehlmann und weiteren Helfern aus dem nun einsturzgefährdeten Stumpf des Kirchturms geborgen. Von einem provisorischen Holzgerüst im ausgebrannten Kirchenschiff aus erfüllte sie bald nach dem Krieg wieder ihren Zweck.
Nachdem 1959 die Glocke durch ein vollständiges, fünfstimmiges Geläut im Turm ersetzt wurde, sollte sie zum Metallwert verkauft werden, lagerte dann aber doch 35 Jahre in der Abstellkammer der Kirche. Im Oktober 1995 installierte Karl Schehlmann die Glocke wieder neu unter dem Turm im Eingangsbereich der Kirche. Sie wird bei besonderen Gedenkgottesdiensten per Hand geläutet.

### Wiederaufbau mit Umgestaltung
Unter dem Oberbaurat der Landeskirche, Herr R. Ostermaier aus Weingarten (später Stammheim/Calw), erfuhr das Gotteshaus beim Wiederaufbau 1949 bis 1952 eine völlige Umgestaltung. Nur die äußeren Strebepfeiler aus Blankziegeln und ihre Ornamente lassen noch einen Teil des alten Gebäudes erahnen, auf dessen Grundmauern das neue Haus entstand.

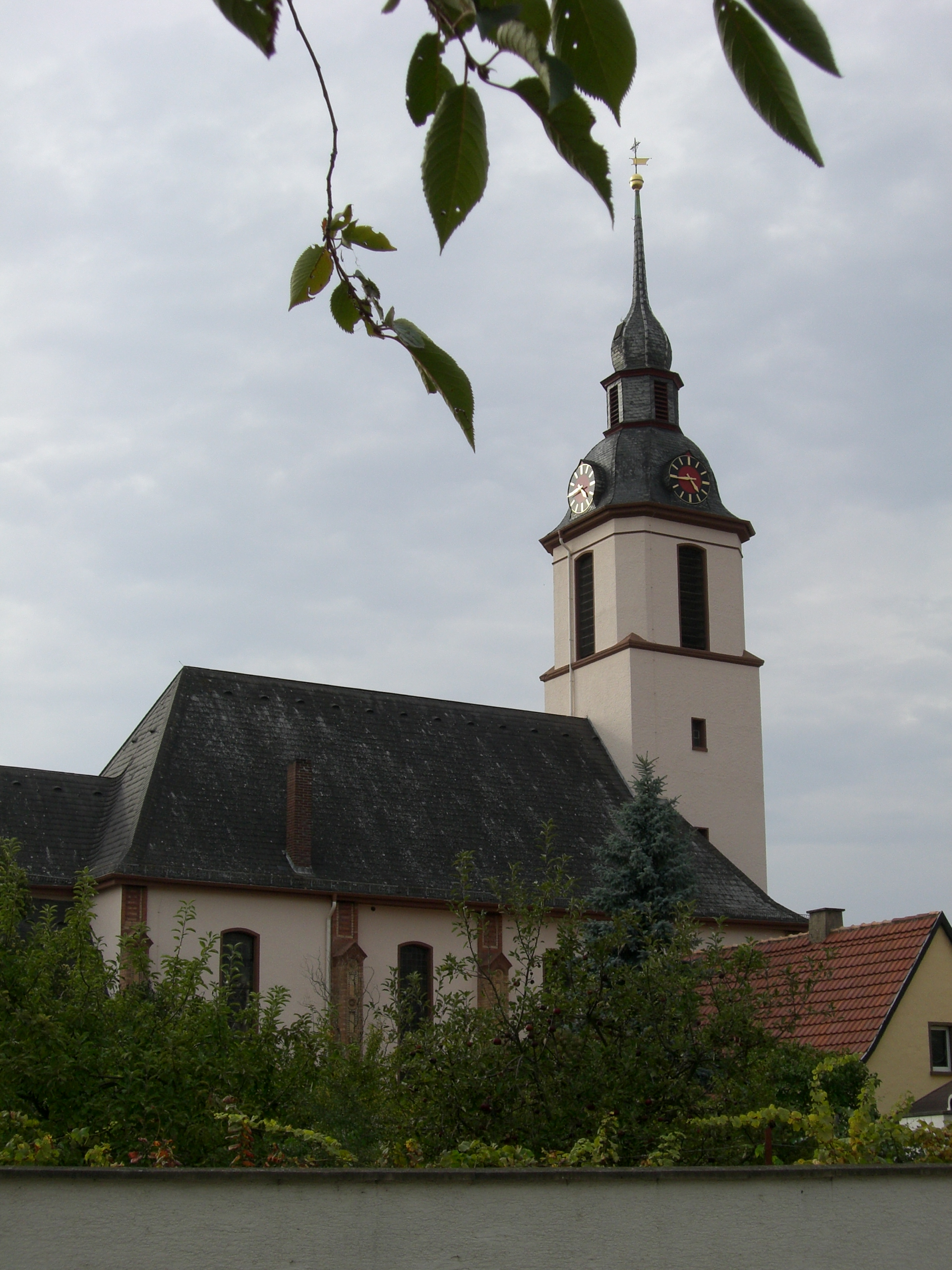
Prot. Kirche in Römerberg-Mechtersheim – Wiedererrichtung 1949–52

Am ersten Weihnachtsfeiertag 1950 wurde der erste Gottesdienst in der neuen Kirche gefeiert. Die Jahresberichte der Pfarrer rühmen die „Opferwilligkeit der Gemeinde“. Fenster, Bänke, Altar, Kanzel und Tauftisch und somit fast die gesamte Einrichtung waren Schenkungen. Somit konnten die Kosten auf 135.000 DM begrenzt werden.
Die Kirche steht seit 1992 unter Denkmalschutz, die beiden Eiben rechts und links des Eingangsbereichs sind seit 1996 als Naturdenkmäler ausgewiesen.
Zum 130-jährigen Jubiläum des Gotteshauses erhielt die Kirche am 1. Advent 2009 den Namen Friedenskirche.

## Innenausstattung

### Kirchenfenster
Beim Betreten des Kirchenraumes finden sich unter der Empore zunächst zwei kleine Fenster mit den stilisierten Buchstaben A und O. Alpha und Omega sind der erste und der letzte Buchstabe des griechischen Alphabets. Sie beziehen sich auf das letzte Buch der Bibel, die Offenbarung des Sehers Johannes (Ich bin das A und das O, spricht Gott der Herr, der da ist und der da war und der da kommt, der Allmächtige. Offenbarung 1,8)

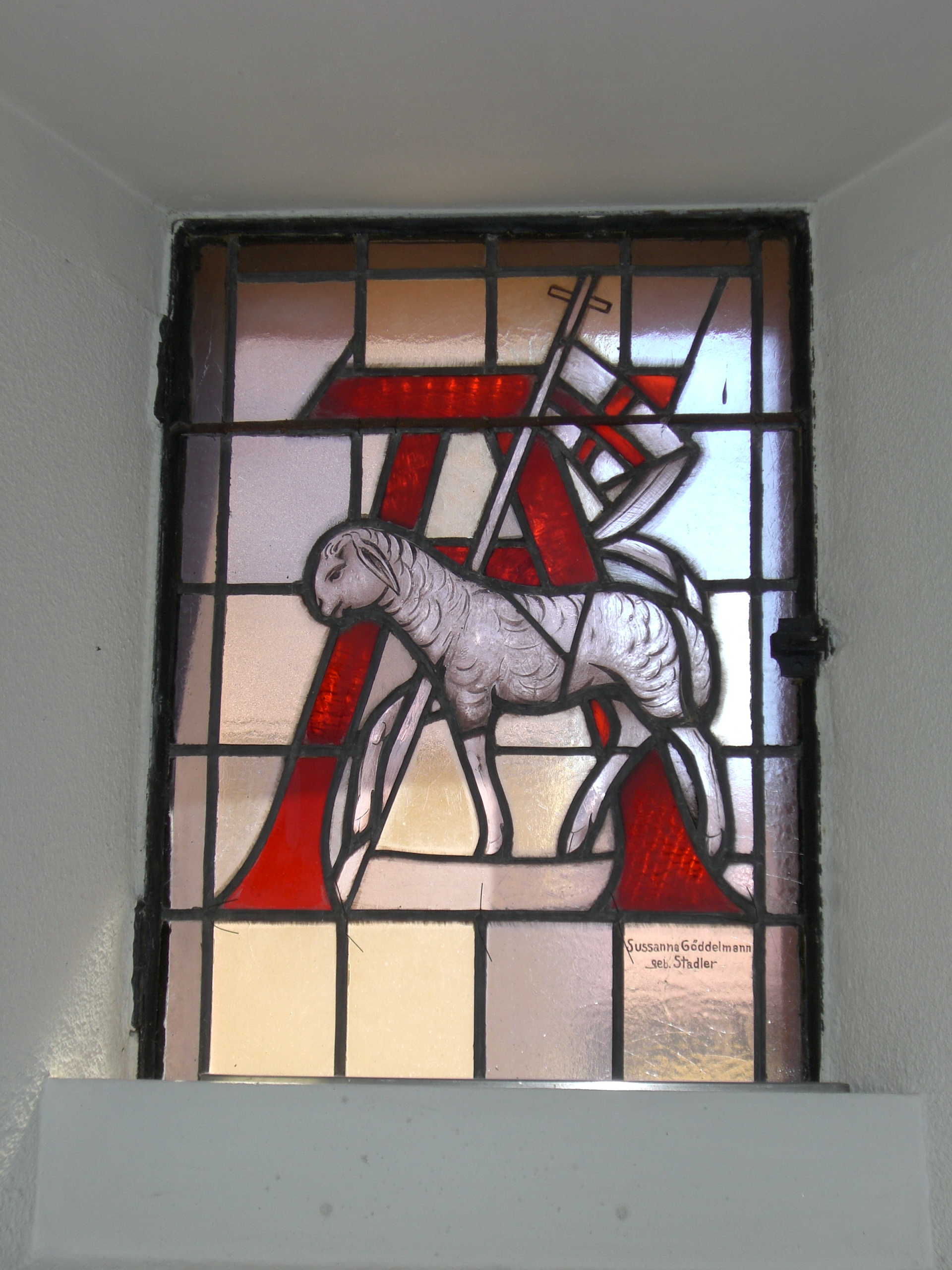
A und O-Fenster

 Dass beide Buchstaben auf Christus verweisen sollen, zeigen das Lamm und der Löwe, die die Zeichen überdecken. Diese Symbole verbinden die Botschaft des Neuen Testaments mit den Messiasverheißungen des Alten Testaments.
Die Reformationsfenster in der Mechtersheimer Kirche zeigen auf der linken Fensterseite Martin Luther mit der Lutherrose und gegenüber Johannes Calvin mit Wappen.
Die Apostelfenster zeigen Petrus und Paulus.
Die dargestellte Schlüsselfunktion des Petrus kennen wir aus der volkstümlich interpretierten Aufgabe des Petrus, über die Himmelspforte zu wachen und Wolkenschleusen zu öffnen, aber auch aus dem sich auf Petrus berufenen Anspruch der Bischöfe von Rom, der Gesamtkirche in der Funktion des Papstes vorzustehen.
In seiner Schlüsselfunktion wird Petrus jedoch auch als Bindeglied zwischen der jüdischen Tradition und der Notwendigkeit gesehen, den Heidenchristen einen eigenen Zugang zum Glauben an Christus zu schaffen.
Schwerpunkt der Verkündigung des Paulus ist die Gnade Gottes, die sich nicht durch gute Taten verdienen lässt, sondern durch den Kreuzestod Jesu, durch den die Sünde gesühnt ist, geschenkt wird.
Sein Attribut ist das Schwert, das auf die Kraft des Wortes Gottes hinweist, auf das er sich in seiner Verkündigung immer wieder bezieht. Zugleich zeugt es von seinem äußersten Einsatz für den Glauben.
Die Abbildung Christi, des Weltenheilandes, auf der rechten Seite des Altarraum der Kirche, blickt auf die Handelnden im Altarraum bei Schriftlesungen und Gebet, auf die Familien bei der Taufe, auf die knienden Konfirmanden sowie auf die zum Abendmahl versammelten Gläubigen.
Bei jedem Segensspruch am Ende eines Gottesdienstes hat auch er die Rechte zum Segen erhoben über die Gemeinde.
Der Kopf ist durch einen Strahlenkranz gekrönt, die Füße stehen auf einer stilisierten Weltkugel.
Die Darstellung versetzt in die Szene vor der Himmelfahrt Jesu.
Die hinteren Fenster auf der Empore sind den Verfassern der Evangelien, den vier sogenannten Evangelisten gewidmet. Traditionell werden sie in den vier Symbolen Mensch, Löwe, Stier (bzw. Ochse) und Adler dargestellt. Diese Typologie findet sich auch in den althergebrachten Namen von Gaststätten.
Die Überlieferung bezieht diese Symbole aus der alttestamentlichen Prophetie des Hesekiel als auch auf den Seher Johannes im Neuen Testament in der Offenbarung.
Die Verbindung dieser Symbolik mit den Evangelien begründet sich durch verschiedene Interpretationen:
Der Mensch gehört zum Matthäusevangelium, denn dieses beginnt im ersten Kapitel mit dem Stammbaum Jesu und weist auf Menschsein des Gottessohnes.
Der Löwe gehört zum Markusevangelium, denn dieses beginnt mit dem „löwenhaften Brüllen“ von Johannes dem Täufer, der in der Wüste, der Lebenswelt des Löwen predigte.

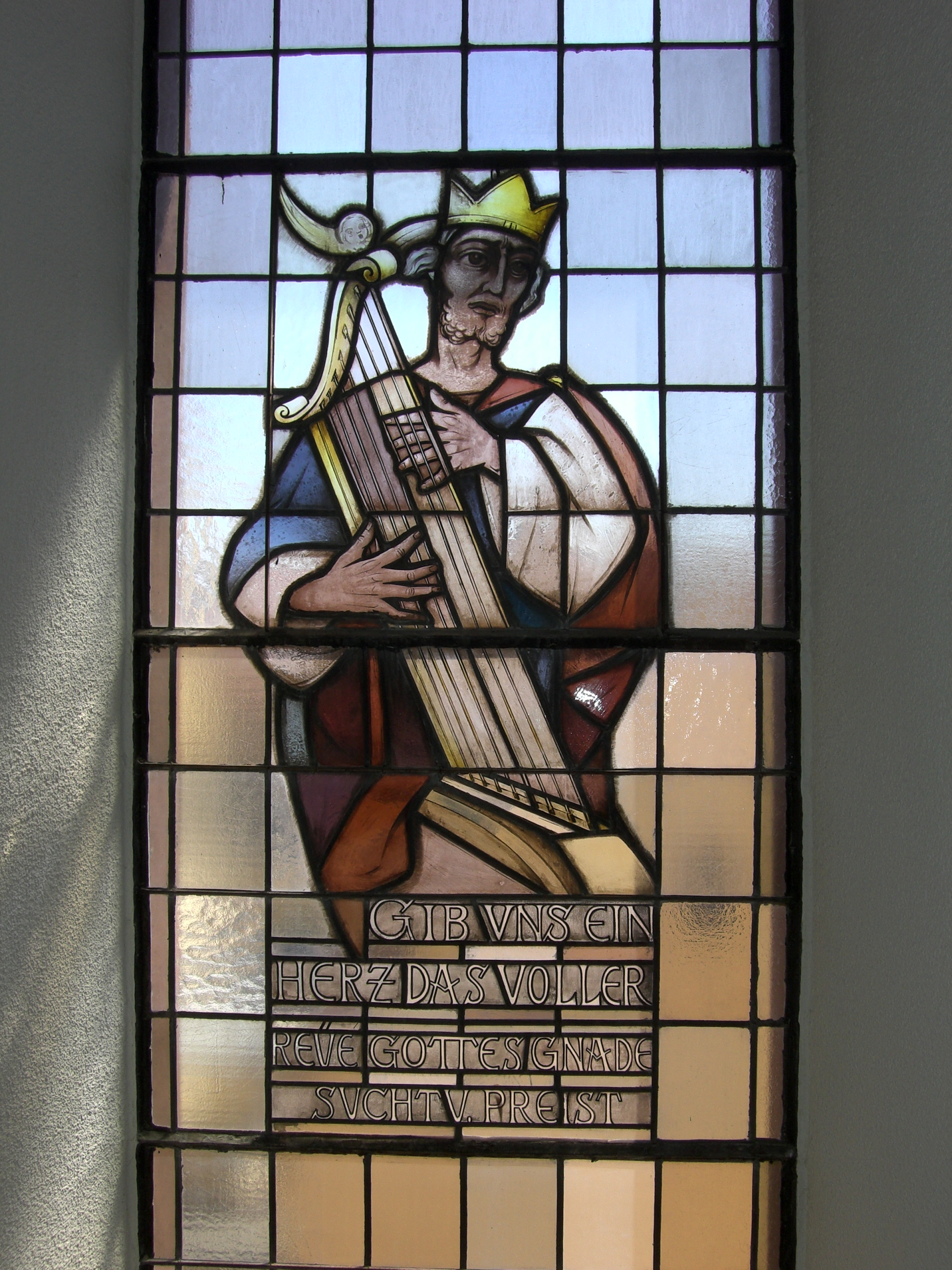
David-Fenster in der Prot. Kirche in Mechtersheim

Der Stier (als Opfertier) gehört zum Lukasevangelium, denn es beginnt mit dem Opfer des Zacharias und weist am stärksten auf den Opfertod Jesu hin.
Der Adler gehört zum Johannesevangelium, denn es fliegt in eine höhere geistliche Dimension als die anderen Evangelien.
König David mit Harfe und ein Engel mit Posaune als weitere Emporenfenster verweisen auf kirchenmusikalische Aktivitäten in dem Kirchenraum.
Die Kirchenfenster entstanden in der Werkstatt des katholischen Kunstglasers Georg Brotzler (1892–1970) in Speyer. Weitere Werke dieser Glaserei finden sich in etwa 30 weiteren Kirchen in der Pfalz, jedoch außer in Mechtersheim nur in katholischen Gotteshäusern beispielsweise in der Nikolauskirche in Gimmeldingen und der Kirche St. Maximilian in Maxdorf, aber auch in der katholischen Nachbarkirche in Mechtersheim.

### Kanzel
Die Kanzel trägt fünf Holzreliefe mit Abbildungen aus dem Leben Jesu. Sie wurden 1953 von dem Kunsterzieher Rudolf Theuring (1911–2009), Germersheim/Virneburg geschaffen. Sie lagert auf einem Sandsteinsockel aus Material der zerstörten Kirche.

### Orgel
Bis 1967 musste sich die Gemeinde mit einem gebrauchten Harmonium der Stadtmission Speyer behelfen. Die dann installiert mechanische Schleifenorgel der Gebr. Oberlinger, Windesheim, ist in ihrem Prospekt asymmetrisch gestaltet. Sie verfügt über zwei Manuale und zwölf Register.

## Vasa sacra

### Taufgefäße
Die Taufgefäße bestehen aus einer Wasserkanne und einer Auffangschale, die uns durch eine Gravur über die Stifterinnen, die ortsansässige Witwe von Georg Gund und die Königinmutter Marie von Bayern im Jahr 1865 hinweist.

### Abendmahlgefäße
Die beiden Weinkrüge wurden vermutlich 1879 angeschafft, entsprechend der Notiz des damaligen Pfarrers („versilberte, stilvolle Abendmahlskannen“).
Die Abendmahlskelche sind ebenfalls weitgehend identisch. Ein Kelch trägt am Fuß die Angabe „Bremen 1864“, der andere „Mechtersheim 1870“. Für den letzten liegt eine entsprechende Rechnung über 97 Gulden, datiert auf den 1. März 1870, von Julius Leibbrand, Gold- und Silberarbeiter aus Speyer vor, die Herkunft des ersteren konnte leider bisher nicht nachgewiesen werden.
Die Rückseite des silbernen Abendmahltellers trägt den Stempel des Herstellers James Dixon & Son aus Sheffield, England. Dieser war führender Metallgüterproduzent im 19. Jahrhundert. Die Formulierung des Firmennamens in dieser Form wurde von 1822 bis 1835 geführt. Wie dieses Gefäß nach Mechtersheim kam, ist nicht bekannt.
Der kleine Abendmahlslöffel trägt die Gravur „Prot.K. Mechtersheim 1870“.

## Glocken

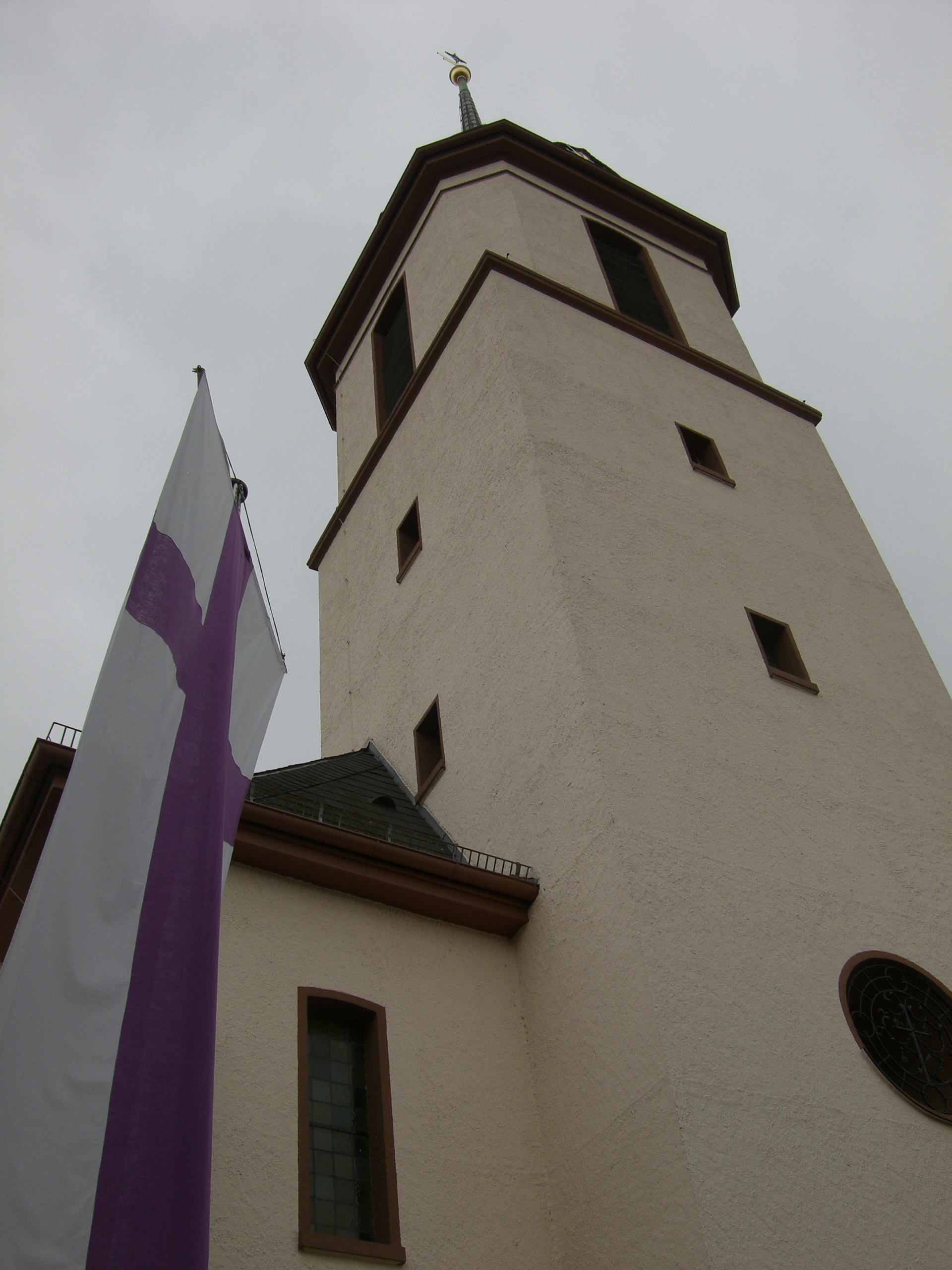
Turm der Prot. Kirche in Römerberg-Mechtersheim

Die fünf Stahlgussglocken, hergestellt im Bochumer Verein für Gussstahlfabrikation, kamen im Oktober 1959 auf den Turm.
Die Glocken sind in verschiedenen „Rippen“ (Klangtypen) gegossen worden, was einen musikalisch reizvollen, sehr reinen und unverwechselbaren Gesamtklang ergibt. Die Töne g’ – c’’ – d’’ – e’’ ergeben das sogenannte „Westminstermotiv“, e’ bildet dazu die Unteroktave. Das Reizvolle des Mechtersheimer Geläutes ist die Mischung der verschiedenen Klangfarben, zugleich ist es auf die Glocken der katholischen Kirchengemeinde abgestimmt.
Uhrschlag und Stundenschlag.
Der Uhrschlag wird von der mittleren Glocke 3 angeschlagen. Der Stundenschlag wird von der 2.größten Glocke 2 angeschlagen und endet um 22:00.